# Jeff Nelson
Jeff Nelson (...) è un batterista e produttore discografico statunitense, celebre per aver fondato assieme a Ian MacKaye il gruppo hardcore punk straight edge Minor Threat e l'etichetta discografica Dischord Records.
Ha iniziato a suonare, sempre assieme ad Ian MacKaye, nel gruppo The Slinkees nel 1979, per poi formare i Teen Idles, che saranno il primo gruppo sotto contratto con la loro Dischord Records, fondata nel 1980. I due hanno suonato anche negli Egg Hunt e nei Skewbald/Grand Union, gruppi che hanno pubblicato solo un singolo. Nelson ha suonato anche nei Feedbag, nei Three, nei Wonderama, nei Senator Flux, negli High-Back Chairs ed attualmente è un componente dei Fast Piece of Furniture. Nel 1989 ha fondato la Adult Swim Records.